# Gudok
A gudok egy ősi orosz vonós hangszer.
3 húrja van: ebből kettő unisono (vagyis ugyanaz a hang), a harmadik pedig egy kvinttel van feljebb. A húrok egy vonalban helyezkednek el, ezért egyszerre akár mind a hármat is meg lehet húzni, nem úgy, mint például a hegedűnél. Ezen a húron is találhatóak együttrezgő húrok. Igaz, ezek ennél a hangszernél az előlap alatt találhatóak. Ennek köszönhetően a hangszer hangja meleg és harmóniákban gazdag.
A hangszert cselló, vagy Viola da gamba módjára használják.
A 12. századtól kezdve a hangszert csak harmóniák megszólaltatására használták. Ugyan a 14. században a hangszer kisebb átalakításokon esett át, miszerint a hangszer kapott egy nyakat, de túlzottan nem volt sikeres, mert ott voltak már  hasonló képességekkel rendelkező fidulák.
Mára a hangszer teljesen kihalt.
Ugyan előkerül még Borogyin Igor herceg című operájában, ahol a „Gudok játékos dala” alatt szerepel egy zenei darab, de ott nem gudokok, hanem modern hegedűk és brácsák szerepelnek.
Legközelebbi rokona: gadulka (Bulgária)